# Ньютон, Роберт Рассел
Ро́берт Ра́ссел Нью́тон (англ. Robert Russell Newton, 7 июля 1918 — 2 июня 1991, Силвер-Спринг, Мэриленд) — американский физик, специалист по небесной механике и истории астрономии. Бо́льшую часть своей научной деятельности посвятил исследованиям в области ракетной техники, механики космических полетов, теории движения Земли, Луны и планет.

## Биография
Роберт Рассел Ньютон родился в штате Теннесси. Получил диплом бакалавра по электротехнике и магистра по физике в Университете Теннесси. Во время Второй мировой войны принимал участие в пионерских исследованиях баллистики ракет и стал соавтором авторитетной книги по теории полета неуправляемых ракет. После защиты диссертации в Университете штата Огайо (1946, руководитель Люэлин Томас, тема «Внутренние молекулярные колебания большой амплитуды на примере симметричных колебаний аммиака») Ньютон начал работать в Bell Labs, но вскоре вернулся в науку в качестве профессора физики сначала в Университете Теннесси (1948—1955), а затем в Тулейнском университете (1955—1957). В это время он продолжал исследования в области баллистики. В 1957 году начал работать в Лаборатории прикладной физики Университета Джона Хоппкинса. В 1959 году, когда в лаборатории был образован отдел космических исследований и анализа, он стал его руководителем и оставался в этой должности до 1983 года. Лично занимался решением теоретических проблем точного определения орбит искусственных спутников Земли (ИСЗ) по измерениям эффекта Доплера и определения малых географических вариаций гравитационного поля Земли по изменениям орбит спутников. Эти исследования (1958—1967), отражённые более чем в 50 научных публикациях, позволили существенно улучшить возможности предсказания орбит ИСЗ и заложили основу современных систем спутниковой навигации, а также позволили на порядки улучшить точность определения формы Земли.
В 1970-е годы Р. Р. Ньютон обратил внимание на влияние приливного трения на движение Земли, Луны и других планет. Он пришёл к выводу, что для исследования этих эффектов могут быть полезны древние астрономические наблюдения солнечных и лунных затмений, а также покрытий и соединений планет. И хотя точность этих наблюдений по современным меркам невелика, большой интервал времени, отделяющий эти наблюдения от нашего времени, и статистическая обработка большого числа наблюдений позволяют обнаружить многие тонкие эффекты.
Учёный исследовал многие сотни описаний наблюдений солнечных и лунных затмений и других астрономических явлений в древних и средневековых хрониках и в работах античных и средневековых европейских, арабских и восточных астрономов. Эти исследования показали, что замедление вращения Земли происходит неравномерно и не может быть объяснено только приливным трением, следовательно связано и с другими негравитационными процессами, определяемыми геофизическими и климатическими процессами. При этом такие эффекты могут приводить к достаточно быстрым, по сравнению с геологическим масштабом, изменениям замедления вращения Земли, связанных, например, с изменением её момента вращения при освобождении от ледников. Исследования Р. Р. Ньютона в этой области были продолжены другими учёными и вышли на новый уровень с развитием новых подходов, основанных на данных лазерной локации Луны и спутниковых исследованиях геодинамики.
Ранние работы Р. Р. Ньютона в этом направлении цитируются создателями так называемой «Новой хронологии» как якобы опровергающие астрономическими методами достоверность древних астрономических наблюдений. Однако ключевой для данной теории поспешный вывод Ньютона о «скачке» ускорения лунной элонгации на интервале с 700 по 1300 г. н. э. не только не был поддержан другими учёными, но позже был отброшен и самим Ньютоном, когда собранный им больший массив данных показал, что флуктуации носили гораздо более плавный характер и имеют естественное объяснение. В частности, Р. Р. Ньютон обнаружил, что эти изменения коррелируют с изменением магнитного поля Земли.
Кроме того, сам по себе собранный Ньютоном огромный фактический материал об астрономических наблюдениях в древности и средневековье, находящийся в прекрасном согласии с современными астрономическими расчётами, не оставляет места для пересмотра глобальной исторической хронологии.
Большое внимание в своих исследованиях Р. Р. Ньютон посвятил античному астроному Клавдию Птолемею. С его точки зрения научные методы александрийца не соответствуют современным представлениям о научной этике. В частности, в книге «Преступление Клавдия Птолемея» Р. Р. Ньютон утверждал, что Птолемей составил свой звёздный каталог не на основании собственных наблюдений, а заимствовал его у Гиппарха, пересчитав долготы звёзд на свою эпоху. Ньютон также обвинил Птолемея в фальсификации и подгонке своих и чужих наблюдений с целью лучшего согласия с расчётами по своей теории. Большинство крупных историков астрономии не поддержали столь резких оценок, выступая против применения к астрономам древности современных эмоциональных оценок; при этом некоторые критики уличают и самого Р. Р. Ньютона в грубых ошибках в расчётах. Тем не менее, эта скандально известная книга Ньютона содержит ряд интересных находок, к которым можно отнести гипотезу об авторстве Гиппарха звёздного каталога, содержащегося в Альмагесте, которая, однако, высказывалась ранее и другими исследователями. Проделанные российскими учёными расчёты собственных движений звёзд из каталога Птолемея придали дополнительный вес предположению Ньютона о том, что Птолемей действительно использовал в своем каталоге координаты Гиппарха (II в. до н. э.), пересчитав его данные на своё время с ошибочной величиной прецессии.

## Избранная библиография
- Rosser, J.B. Newton, R.R. and Gross, G.L. (1947) Mathematical Theory of Rocket Flight. New York: McGraw-Hill Book Company.

- Newton, R.R. (1959). Periodic orbits of a planetoid passing close to two gravitating masses. Smithsonian Contribution to Astrophysics 3: 69.

- Newton, R.R. (1964). Geodesy by satellite. Science, v.144, #3632, pp. 803—808.

- Newton, R.R. (1968). A satellite determination of tidal parameters and Earth deceleration. Geophys. J. R. Astron. Soc., v.14, #5, pp. 505—539.

- Newton, R.R. (1969). Secular accelerations of Earth and Moon. Science, v.166, #3907, pp. 825—831.

- Newton, R.R. (1970). Ancient Astronomical Observations and the Accelerations of the Earth and Moon. Baltimore: Johns Hopkins University Press.

- Newton, R.R., Jenkins R.E. (1972). Possible use of Stonehenge. Nature, v.239, #5374, pp. 511—512.

- Newton, R.R. (1972). Medieval chronicles and the rotation of the earth. Baltimore: Johns Hopkins University Press.
- Newton, R.R. (1972). Astronomical evidence concerning non-gravitational forces in the Earth-Moon system. Astrophysics and Space Science, 16, pp. 179—200.

- Newton, R.R. (1973). Authenticity of Ptolemy’s parallax data .1. Quart. J. R. Astron. Soc., v.14, #4, pp. 367—388.

- Newton, R.R. (1974). Authenticity of Ptolemy’s parallax data .2. Quart. J. R. Astron. Soc., v.15, #1, pp. 7—27.

- Newton, R.R. (1974). Authenticity of Ptolemy’s eclipse and star data. Quart. J. R. Astron. Soc., v.15, #2, pp. 107—121.

- Newton, R.R. (1974). Astronomy in ancient literate societies — Introduction to some basic astronomical concepts. Phil. Trans. R. Soc. A. 276, pp. 5—20. (The place of astronomy in the ancient world).
- Newton, R.R. (1974). Two uses of ancient astronomy. Phil. Trans. R. Soc. A. 276, pp. 99—110 (The place of astronomy in the ancient world)
- Newton, R.R. (1974). The obliquity of the ecliptic two millenia ago. Mon. Not. R. Astr. Soc. v. 169, pp. 331—342

- Newton, R.R. (1974). Applications of ancient astronomy to study of time. Endeavor, v.32, #118, pp. 34—39.

- Newton, R.R. (1976). Ancient Planetary Observations and the Validity of Ephemeris Time. Baltimore: Johns Hopkins University Press.

- Newton, R.R. (1977). The Crime of Claudius Ptolemy. Baltimore: Johns Hopkins University Press.

- Newton, R.R. (1979). The Moon’s Acceleration and Its Physical Origins. Volume I. Baltimore: Johns Hopkins University Press.

- Newton, R.R. (1979). Fractions of degrees in an ancient star catalog. Quart. J. R. Astron. Soc., v.20, #4, pp. 383—394.

- Newton, R.R. (1980). Orientation of the Earth’s axis 2 millennia ago. Mon. Not. R. Astron. Soc., v.186, #1, pp. 231—231.

- Newton, R.R. (1980). The sources of Eratosthenes measurement of the Earth. Quart. J. R. Astron. Soc., v.21, #4, pp. 379—387.

- Newton, R.R. (1980). Coments on was Ptolemy a fraud. Quart. J. R. Astron. Soc., v.21, #4, pp. 388—399.

- Newton, R.R. (1982). An analysis of the solar observations of Regiomontanus and Walther. Quart. J. R. Astron. Soc., v.23, #1, pp. 67—93.

- Newton, R.R. (1983). The origin of Ptolemy’s astronomical parameters. Baltimore: Johns Hopkins University Press.

- Newton, R.R. (1983). The authenticity of Ptolemy star data .2. Quart. J. R. Astron. Soc., v.24, #1, pp. 27—35.

- Newton, R.R. (1984). The Moon’s Acceleration and Its Physical Origins. Volume 2: As Deduced from General Lunar Observation. Baltimore: Johns Hopkins University Press.

- Newton, R.R. (1985). The Origins of Ptolemy’s Astronomical Tables (Technical Publication). Baltimore: Johns Hopkins University Press.

- Newton, R.R. (1985). The secular acceleration of the Earth’s spin. Johns Hopkins APL Technical Digest v.6, #2, pp. 120—129; Geophys. J. R. Astron. Soc., v.80, #2, pp. 313—328

## Переводы книг
- Россер Д., Ньютон Р., Гросс Г. Математическая теория полета неуправляемых ракет // Под ред. проф. А. А. Космодемьянского. Перевод с англ. А. Н. Рубашова. — М.: Изд-во иностранной литературы, 1950.
- Ньютон Р. Р. Преступление Клавдия Птолемея. — М.: Наука, 1985 Архивная копия от 4 мая 2008 на Wayback Machine.